# Městská kašna (Poděbrady)
Městská kašna je barokní kašna z 18. století, upravená do současné podoby v 19. století sochařem Bohuslavem Schnirchem. Stojí v Poděbradech na prvním nádvoří poděbradského zámku. Kašna je od roku 1987 chráněna jako kulturní památka.

## Stavba

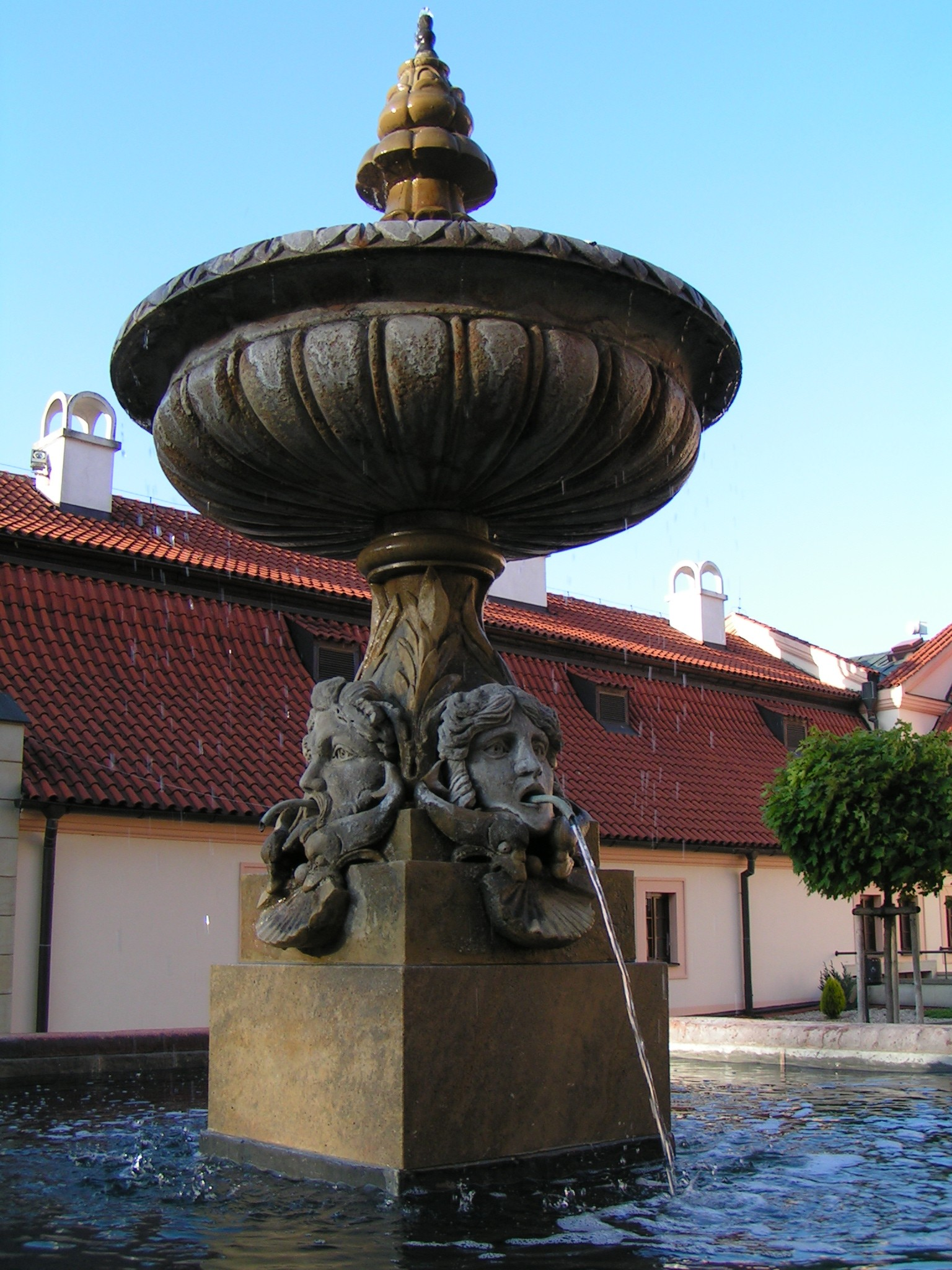
Dekorativní střik od Bohuslava Schnircha

Barokní městská kašna byla postavena v 18. století na východní straně náměstí před zámkem (dnes Jiřího náměstí). Roku 1884 sochař Bohuslav Schnirch kašnu upravil tak, že do jejího středu umístil dekorativní střik. Roku 1938 byla z náměstí odstraněna a uložena v městském dvoře. V 50. letech 20. století byla vrácena na nové místo do parku u československého kostela a v 70. letech 20. století byla přesunuta do parku u kostela Povýšení sv. Kříže. Roku 2001 byla opravena a umístěna na revitalizované první zámecké nádvoří.

## Popis
Jedná se o čtvercovou kamennou kašnu z červeného pískovce se skosenými rohy, členěnou po vnější straně zrcadly a římsami. Uvnitř je betonový sloupek, na kterém je umístěný mladší dekorativní střik se čtveřicí masek (dvě mužské a dvě ženské) s tryskami v ústech a pískovcovou kruhovou vázou s ozdobnou špicí uprostřed.